# Eurysa duffelsi
Eurysa duffelsi är en insektsart som beskrevs av Drosopoulos och Asche 1984. Eurysa duffelsi ingår i släktet Eurysa och familjen sporrstritar.
Artens utbredningsområde är Grekland. Inga underarter finns listade i Catalogue of Life.